# Pteropera basilewskyi
Pteropera basilewskyi är en insektsart som beskrevs av Donskoff 1981. Pteropera basilewskyi ingår i släktet Pteropera och familjen gräshoppor. Inga underarter finns listade i Catalogue of Life.